# Аміна бінт Вахб
Аміна бінт Вахб (араб. آمنة بنت وهب; нар. 549, Ясріб, сучасна Медина, Саудівська Аравія — пом. 23 травня 577, аль-Абва) — дружина Абдуллаха ібн Абд аль-Мутталіба і мати пророка Мухаммеда

## Біографія
Аміна бінт Вахб походила зі знатної і впливової родини племені курайшитів. Вона була дочкою Вахб ібн Абд аль-Манафа, голови клану Зухра, племені курайшитів і Баррі бінт Абд аль-Узза з клану Абд аль-Дар. Точна дата народження Аміни невідома
Ібн Са'д повідомляє, що її виховував дядько Вухайб ібн Абд Манаф, який в один день видав її заміж за Абдуллаха ібн Абд аль-Мутталіба, а свою дочку Халю за Абд аль-Мутталіба. Якщо це повідомлення вірне, то це може бути якимось забутим шлюбним доісламським звичаєм
Коли Аміна ще була вагітна, її чоловік Абдуллах виїхав до Сирії, але, доїхавши до Ясриба, помер. Згідно з ісламськими переказами, під час вагітності вона побачила світло, що йде від неї, яке осяяло палаци Бусри в Сирії
За два місяці після смерті Абдуллаха у Аміни народився син, якого назвали Мухаммед. За існуючою в той час у курайшитів традицією маленького Мухаммеда віддали на виховання до племені бедуїнів Бану Са'д. Перебування у пустелі давало можливість дитині вивчати арабську мову і арабські традиції. За Мухаммадом доглядала Халіма бінт Абу Зуайб.
Коли Мухаммаду виповнилося 5 років, Аміна забрала його до себе. Близько 577 року вона разом з сином вирішила поїхати в Ясриб для того, щоб відвідати родичів і могилу Абдуллаха. Пробувши у місті близько місяця, вони виїхали назад до Мекки. По дорозі Аміна тяжко захворіла і померла у селі аль-Абва між Ясриб і Меккою
В 1998 році саудівський уряд зруйнував гробницю Аміни бінт Вахб, останки якої були перепоховані.